# Skonski dijalekt
Skonski dijalekt (ISO 639-3: scy; skånska, skånsk, južnošvedski, istočnodanski, skåne), povučen bez obrazloženja; skånska, skånsk), jedan od tri nekadašnja švedska jezika (danas dijalekt) što se uglavnom govori na krajnjem jugu Švedske: Skanija (Skåne), Blekinge i Halland, i na danskom otoku Bornholm. Šveđani ovaj jezik nazivaju južnošvedski, a Danci, istočnodanski. Ima četiri pod-dijalekta halländska, skånska, blekingska i bornholmsk.
Skonski jezik razvio se od staroskonskog pa ima sa starošvedskim, starodanskim i starogotlandskim jezicima zajedničko staronorveško porijeklo. Skonski i dalekarlijski jezici se značajno razlikuju od švedskog i njihove manjine se protive da se ova dva jezika proglašavaju švedskim dijalektima, te traže da se priznaju kao samostalni ugroženi jezici. Oba jezika imala su vlastite kodn oznake, scy za skonski i dcl za dalekarlijski, i vođeni su pod švedskom skupinom jezika,
Identifikator je povučen iz upotrebe, a skonski se vodi kao dijalekt Švedskog.

## Vanjske poveznice
- Ethnologue (14th)
- Ethnologue (16th)
- The Scanian Language[neaktivna poveznica]
- Indo-European: Composite[neaktivna poveznica]